# Виконт Миллс
Виконт Миллс (англ. Viscount Mills) из Кенсингтона в графстве Лондон — аристократический титул в системе Пэрства Соединённого королевства. Он был создан 22 августа 1962 года для консервативного политика Перси Миллса (1890—1968). Он уже получил титулы баронета из Алстера в графстве Уорикшир в системе Баронетства Соединённого королевства (1 июля 1953) и барона Миллса из Стадли в графстве Уорикшир в системе Пэрства Соединённого королевства (22 января 1957). Перси Миллс занимал посты министра энергетики (1957—1958), генерального казначея (1959—1961) и министра без портфеля (1961—1962).
По состоянию на 2025 год, носителем титула являлся его внук, Кристофер Филипп Роджер Миллс, 3-й виконт Миллс (род. 1956), который сменил своего отца в 1988 году.

## Виконты Миллс (1962)
- 1962—1968: Перси Херберт Миллс, 1-й виконт Миллс (4 января 1890 — 10 сентября 1968);
- 1968—1988: Роджер Клинтон Миллс, 2-й виконт Миллс (14 июня 1919 — 6 декабря 1988), единственный сын предыдущего;
- 1988 — настоящее время: Кристофер Филипп Роджер Миллс, 3-й виконт Миллс (род. 20 мая 1956), единственный сын предыдущего.

Наследника титула нет.